# Bremen, Kentucky
Bremen är en ort i Muhlenberg County, Kentucky, USA. År 2000 hade orten 365 invånare. Den har enligt United States Census Bureau en area på 1,5 km², allt är land.